# Gary Holt (calciatore)
Gary James Holt (Irvine, 9 marzo 1973) è un allenatore di calcio ed ex calciatore scozzese, di ruolo centrocampista, tecnico del Livingston.

## Carriera
Holt ha iniziato la sua carriera calcistica nelle giovanili del Celtic, dove è rimasto dal 1992 al 1994. Non riuscendo a esordire in prima squadra, si è trasferito nello Stoke City, dove però non ha collezionato presenze ufficiali.
Nel 1995 ha firmato per il Kilmarnock, club con cui ha disputato sei stagioni in massima divisione, totalizzando 152 presenze e 9 reti. Nel 2001 si è trasferito in Inghilterra, al Norwich City, dove ha giocato per quattro anni e collezionato 168 presenze e 3 gol, contribuendo alla promozione del club in Premier League nella stagione 2003-2004.
Successivamente ha militato nel Nottingham Forest (65 presenze e 1 gol dal 2005 al 2007) e nel Wycombe (76 presenze e 3 gol dal 2007 al 2009). Nel 2009 ha avuto una breve esperienza senza presenze nel Colchester United, per poi chiudere la carriera da calciatore con il Lowestoft Town (22 presenze e 4 reti) nel 2010.

### Nazionale
Con la nazionale scozzese ha collezionato 10 presenze e segnato un gol tra il 2000 e il 2004.

### Allenatore
Terminata la carriera da calciatore, ha intrapreso quella di allenatore. Dopo un'esperienza sulla panchina del Falkirk (2013-2014), ha lavorato come vice allenatore al Norwich City (2014-2016). Dal 2018 è alla guida del Livingston, club della massima divisione scozzese.

## Statistiche

### Cronologia presenze e reti in nazionale
| Cronologia completa delle presenze e delle reti in nazionale ― Scozia | Cronologia completa delle presenze e delle reti in nazionale ― Scozia | Cronologia completa delle presenze e delle reti in nazionale ― Scozia | Cronologia completa delle presenze e delle reti in nazionale ― Scozia | Cronologia completa delle presenze e delle reti in nazionale ― Scozia | Cronologia completa delle presenze e delle reti in nazionale ― Scozia | Cronologia completa delle presenze e delle reti in nazionale ― Scozia | Cronologia completa delle presenze e delle reti in nazionale ― Scozia |
| Data                                                                  | Città                                                                 | In casa                                                               | Risultato                                                             | Ospiti                                                                | Competizione                                                          | Reti                                                                  | Note                                                                  |
| --------------------------------------------------------------------- | --------------------------------------------------------------------- | --------------------------------------------------------------------- | --------------------------------------------------------------------- | --------------------------------------------------------------------- | --------------------------------------------------------------------- | --------------------------------------------------------------------- | --------------------------------------------------------------------- |
| 2-9-2000                                                              | Riga                                                                  | Lettonia                                                              | 0 – 1                                                                 | Scozia                                                                | Qual. Mondiali 2002                                                   | -                                                                     | 90’                                                                   |
| 11-10-2000                                                            | Zagabria                                                              | Croazia                                                               | 1 – 1                                                                 | Scozia                                                                | Qual. Mondiali 2002                                                   | -                                                                     | 90’                                                                   |
| 27-3-2002                                                             | Saint-Denis                                                           | Francia                                                               | 5 – 0                                                                 | Scozia                                                                | Amichevole                                                            | -                                                                     | 46’ 74’                                                               |
| 28-4-2004                                                             | Copenaghen                                                            | Danimarca                                                             | 1 – 0                                                                 | Scozia                                                                | Amichevole                                                            | -                                                                     | 17’                                                                   |
| 27-5-2004                                                             | Tallinn                                                               | Estonia                                                               | 0 – 1                                                                 | Scozia                                                                | Amichevole                                                            | -                                                                     |                                                                       |
| 30-5-2004                                                             | Edimburgo                                                             | Scozia                                                                | 4 – 1                                                                 | Trinidad e Tobago                                                     | Amichevole                                                            | 1                                                                     | 54’                                                                   |
| 18-8-2004                                                             | Glasgow                                                               | Scozia                                                                | 0 – 3                                                                 | Ungheria                                                              | Amichevole                                                            | -                                                                     |                                                                       |
| 8-9-2004                                                              | Glasgow                                                               | Scozia                                                                | 0 – 0                                                                 | Slovenia                                                              | Qual. Mondiali 2006                                                   | -                                                                     | 59’                                                                   |
| 9-10-2004                                                             | Glasgow                                                               | Scozia                                                                | 0 – 1                                                                 | Norvegia                                                              | Qual. Mondiali 2006                                                   | -                                                                     | 80’                                                                   |
| 13-10-2004                                                            | Chișinău                                                              | Moldavia                                                              | 1 – 1                                                                 | Scozia                                                                | Qual. Mondiali 2006                                                   | -                                                                     |                                                                       |
| Totale                                                                |                                                                       | Presenze                                                              | 10                                                                    |                                                                       | Reti                                                                  | 1                                                                     |                                                                       |

## Palmarès

### Giocatore

#### Competizioni nazionali
- Coppa di Scozia: 1

Kilmarnock: 1996-1997